# Szadowo
Szadowo – osada w Polsce położona w województwie pomorskim, w powiecie kwidzyńskim, w gminie Kwidzyn.
W latach 1975–1998 miejscowość administracyjnie należała do województwa elbląskiego.
Jest najmniejszą wioską w gminie. Znajduje się tu Centrum Wolontariatu Uniwersytet WOŚP.
Zajmuje ono m.in. okazały, częściowo ryglowy XIX-wieczny młyn.